# 1989年アイスホッケー世界選手権
1989年アイスホッケー世界選手権（第53回アイスホッケー世界選手権）は、4月15日から5月1日までスウェーデンのセーデルターレ、ストックホルムで開催された。出場した8チームが総当たりで対戦した後、上位4位が再度総当たりで対戦しソ連が21度目の優勝を果たした。またこの大会は第64回アイスホッケー欧州選手権も兼ねて行われヨーロッパのチーム同士の対戦成績で優勝が争われソ連が26回目の優勝を果たしている。

## 第53回世界選手権
| 順位 | 国               |
| ---- | ---------------- |
| 優勝 | ソビエト連邦     |
| 2位  | カナダ           |
| 3位  | チェコスロバキア |
| 4位  | スウェーデン     |
| 5位  | フィンランド     |
| 6位  | アメリカ合衆国   |
| 7位  | ドイツ           |
| 8位  | ポーランド       |

## 第64回欧州選手権
| 順位 | 国               |
| ---- | ---------------- |
| 優勝 | ソビエト連邦     |
| 2位  | チェコスロバキア |
| 3位  | スウェーデン     |
| 4位  | フィンランド     |
| 5位  | ポーランド       |
| 6位  | ドイツ           |